# Nieświszczuk płowy
Nieświszczuk płowy (Cynomys gunnisoni) – gatunek ssaka z rodziny wiewiórkowatych występujący w  Górach Skalistych Stanach Zjednoczonych: w południowo-wschodniej części stanu Utah, południowo-zachodniej części Kolorado, północno-wschodniej części Arizony i w północno-zachodniej części Nowego Meksyku.

## Wygląd
Długość ciała dorosłych osobników osiąga 309–373 mm, przy masie ciała 650 do 1200 g. Ogon zwierzęcia osiąga 39–68 mm długości. Wybarwienie sierści w części grzbietowej jest żółtawe, z udziałem czarnych włosów. Jest ono nieco zróżnicowane między dwoma podgatunkami: C. g. zuniensis ma wybarwienie nieco mniej żółtawe i z mocniejszą barwą cynamonu. Górna część głowy, policzki i okolice brwi są u obu gatunków wyraźnie ciemniejsze od innych części ciała. Ogon do połowy ma wybarwienie jednakowe jak tułów, a od połowy do jego końca jest pokryty szarym włosem o biało-szarych końcówkach. Nieświszczuki płowe linieją dwa razy w roku – jesienią i na wiosnę. Samice mają pięć pary sutków: dwie pary piersiowych i trzy pachwinowe. Hollister (1916) wspominał o sześciu parach sutków, ale brak bliższych danych na ten temat. 

## Tryb życia
Nieświszczuki płowe żyją w norach, w koloniach liczących zwykle ok. 50–100 osobników. Wchodzące w jej skład grupy składają się z jednego dorosłego samca, jednej (lub więcej) dorosłej samicy, oraz jednorocznych młodych, które nie uczestniczą jeszcze w rozrodzie. Nieświszczuki są częściowo terytorialne – samce bronią bezpośredniego sąsiedztwa swojej nory, ale nie przeszkadza im obecność innych osobników podczas żerowania, samice podczas wychowywania młodych są bardzo agresywne, w pozostałą część roku nie wykazują zachowań terytorialnych. Nieświszczuki prowadzą dzienny tryb życia, najbardziej aktywne są wczesnym rankiem i późnym popołudniem.

## Rozmnażanie
Nieświszczuki płowe rozmnażają się raz w roku – na przełomie kwietnia i maja. Samice osiągają dojrzałość płciową w wieku jednego roku. Po trwającej 30 dni ciąży na świat przychodzi 6 młodych, które pierwszy miesiąc życia spędzają w norze. Po tym okresie norę opuszcza już tylko część młodych (średnio 3,7 na 1 samicę). Po wyjściu na powierzchnię zwierzęta przestają być karmione mlekiem i zaczynają żywić się roślinami. Kiedy cały miot jest już odstawiony od mleka, matka zostawia młode i przenosi się do innej nory. Zwierzęta są przez to zmuszone do usamodzielnienia się. Samice są zdolne do rozrodu po pierwszym roku życia.

## Rozmieszczenie geograficzne
Nieświszczuki płowe występują w  Górach Skalistych Stanach Zjednoczonych: w południowo-wschodniej części stanu Utah, południowo-zachodniej części Kolorado, północno-wschodniej części Arizony i w północno-zachodniej części Nowego Meksyku. Zwierzęta zasiedlają wysokogórskie doliny i płaskowyże położone na wysokości 1830–3660 m n.p.m.

## Ekologia
Nieświszczuki płowe żywią się głównie trawami, turzycami, ziołami, czasem zjadają także gałązki krzewów.
Głównymi powodami śmierci nieświszczuków są choroby, drapieżniki (takie jak borsuczniki amerykańskie, łasice, kojoty preriowe i niektóre gady) oraz aktywność człowieka. Zwierzęta są częstymi nosicielami pasożytów – pcheł i kleszczy. Największym zagrożeniem dla gatunku jest człowiek. Masowe polowania i używanie trutek na początku XX wieku doprowadziły do wyraźnego spadku liczebności populacji.